# Mycetophila ocellus
Mycetophila ocellus es una especie de mosquito del género Mycetophila, categorizada en la tribu Mycetophilini, subfamilia Mycetophilinae.

## Distribución
Se distribuye por Reino Unido, Noruega, Finlandia, Suecia, Estonia, Canadá, Estados Unidos, Alemania, Italia y Letonia.

## Taxonomía
Fue descrita por Walker en 1848.
Tratamiento taxonómico
La especie aparece registrada y publicada en List of the specimens of dipterous insects in the collection of the British Museum. Part 1. British Museum, London. Pp. 1-229.